# Анна Швайдницка
Анна Швайдницка (на немски: Anna von Schweidnitz, на чешки: Anna Svídnická, на полски: Anna świdnicka; * 1339; † 11 юли 1362, Прага) е по рождение принцеса на Швидница-Явор от рода на Пястите. Тя е третата съпруга на император Карл IV и кралица на Бохемия (1353 – 1362), германска кралица (9 февруари 1354 до 11 юли 1362) и императрица на Свещената Римска империя (5 април 1355 до 11 юли 1362).

## Произход
Анна е единствената дъщеря на херцог Хайнрих II фон Швайдниц († 1343) от рода на силезийските Пясти, и съпругата му – унгарската принцеса Катарина Унгарска († 1355) от Дом Анжу, дъщеря на унгарския крал Карл Роберт. Баща ѝ умира, когато е на четири години.

## Годеж и брак
На 11 години Анна е сгодена за Венцел (1350 – 1351), новороденият син на Карл IV и Анна Пфалцска. След смъртта на Венцел през 1351 г. и на майка му на 2 февруари 1353 г. Карл IV иска ръката на Анна Швайдницка. Преговорите се водят през 1353 г. в Хофбург, Виена. Нейният чичо Лайош I Велики поддържа тази връзка.
На 27 май 1353 г. Анна (на 14 години) се омъжва за Карл IV (на 37 години) от Люксембургската династия. На 28 юли 1353 г. в Прага Анна е коронована от архиепископ Ернст фон Пардубиц за кралица на Бохемия, а на 9 февруари 1354 г. в катедралата на Аахен – за римско-немска кралица.
При короноването на Карл за император на 5 април 1355 г. в римската базилика „Свети Петър“ тя е коронована за императрица на Свещената Римска империя. Анна е първата кралица на Бохемия, помазана за императрица.
Анна умира на 23-годишна възраст, по време на раждане на 11 юли 1362 г. Погребана е в катедралата „Свети Вит“ в Прага.
През 1363 г. Карл IV (на 47 години) се жени четвърти път за Елизабета Померанска.

## Деца
Анна и Карл имат децата:
- Елизабет (19 март 1358 – 4 сентември 1373), омъжена: от 19 март 1366 за Албрехт III, херцог на Австрия
- Вацлав IV (26 февруари 1361 – 16 август 1419), херцог Люксембургски (1383 – 1388), крал на Чехия (1378 – 1419), курфюрст на Бранденбург (1373 – 1378), крал на Германия.

## Галерия
- Анна Швайдницка
- Император Карл IV и третата му съпруга Анна Швайдницка. Замъкът Карлщайн, Прага. Стенопис в Катерина-капелата (ок. 1357)
- Походът за коронацията в Рим